# أوين ويستر
أوين ويستر (بالإنجليزية: Owen Wister) (14 يوليو 1860 - 21 يوليو 1938) كان كاتبًا ومؤرخًا أمريكيًا، واعتبر «الأب الروحي» لـالخيال الغربي. اشتهر بكتابته لرواية "The Virginian"، والسيرة الذاتية ليوليسيس جرانت، والذي كان ضابطاً برتبة لواء في الحرب الأهلية الأمريكية، وانتخب فيما بعد كالرئيس الثامن عشر للولايات المتحدة.

## السيرة الذاتية

### النشأة

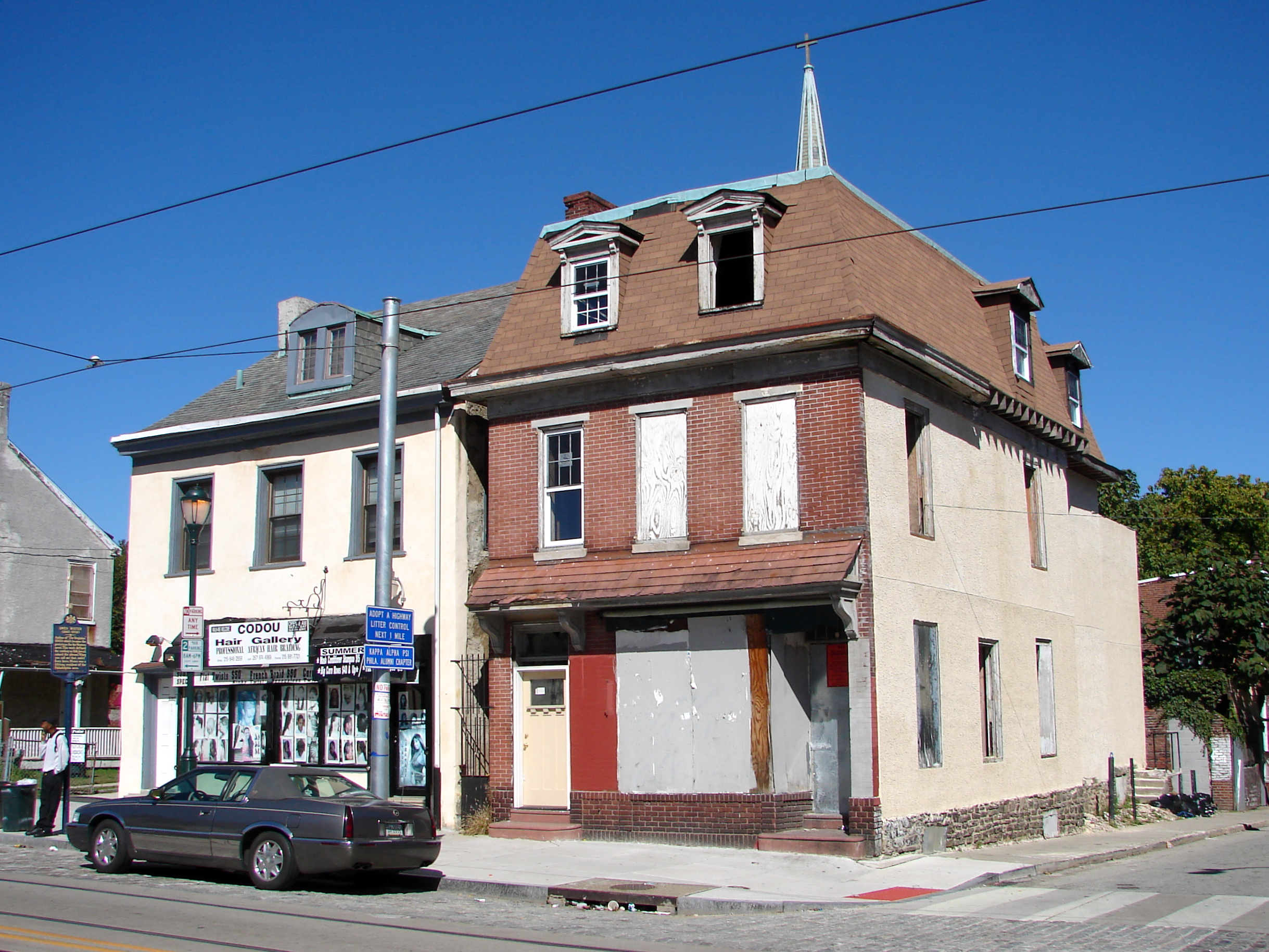
مسقط رأس أوين ويستر في 5203 شارع جيرمانتاون، فيلادلفيا

ولد أوين ويستر في 14 يوليو 1860، في جيرمانتاون، فيلادلفيا،بنسلفانيا، وهو حي في الجزء الشمالي الغربي من فيلادلفيا،بنسلفانيا. كان والده فيزيائياً ذو ثروة كبيرة. كان ابن عم سالي ويستر. والدته، سارة بتلر ويستر، كانت ابنة فاني كمبل، الممثلة البريطانية.

### تعليمه
درس ويستر في مدارس سويسرا والمملكة المتحدة، وأيرلندا، ودرس في وقت لاحق في مدرسة سانت بولس في كونكورد (نيوهامبشير) وجامعة هارفارد في كامبريدج (ماساتشوستس)، حيث كان عضوًا في فريق المسرح. ويستر كان أيضاً عضواً في (نادي بورسيليان)، الذي أصبح من خلاله صديقاً مدى الحياة مع الرئيس السادس والعشرين المستقبلي للولايات المتحدة الأمريكية ثيودور روزفلت. تخرج ويستر من جامعة هارفارد في عام 1882.
في البداية تطلع إلى مهنة الموسيقى وقضى عامين في دراستها في مدرسة الموسيقى بباريس. بعد ذلك، عمل لفترة قصيرة في أحد البنوك في نيويورك قبل دراسة القانون. تخرج من كلية الحقوق بجامعة هارفارد في عام 1888. بعد ذلك، عمل في شركة فيلادلفيا، ولكن لم يكن مهتمًا حقًا بهذه المهنة. كان مهتمًا بالسياسة، وكان مؤيدًا قويًا للرئيس الأمريكي ثيودور روزفلت.
في الثلاثينيات، عارض ويستر الرئيس فرانكلين روزفلت وسياساته الجديدة.

### مهنة الكتابة

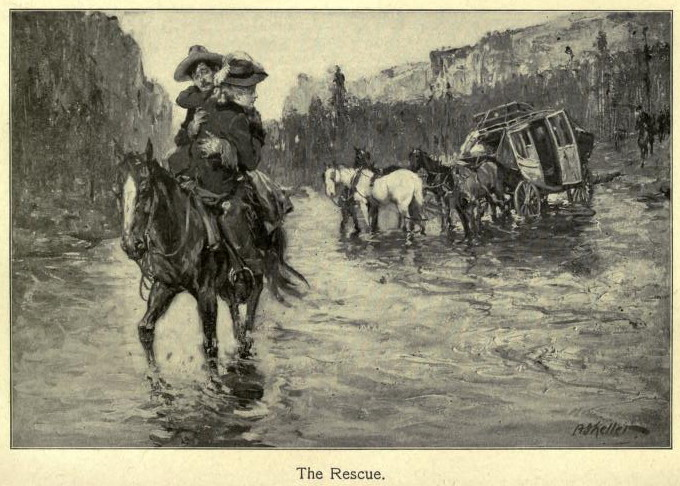

بدأ ويستر أعماله الأدبية في عام 1882، حيث نشر "The New Swiss Family Robinson"، وهو محاكاة ساخرة لرواية عام 1812 "The Swiss Family Robinson". وقد قُبلت هذه الرواية حتي أن مارك توين كتب رسالة إلى ويستر، مشيداً به شخصياً.
كان ويستر يقضى الصيف في الغرب الأميركي، حيث قام بأول رحلة له إلى إقليم وايومنغ في عام 1885، حيث خطط لقضاء وقت ممتع، حيث سمك السلمون المرقط، وتلبية الهنود، وليال البرية. مثل صديقه تيدي روزفلت، كان ويستر مفتوناً بالثقافة، والتقاليد وتضاريس المنطقة. لقد كان «مندهشًا ومتعجبًا، وكان لديه عين وموهبة لرؤية وتصوير الحياة في الغرب الأمريكي. بعد ست رحلات من المتعة في الغرب والحياة البرية، تخلى عن مهنة القانون...»، [بحاجة لمصدر] وأصبح الكاتب المعروف الآن. في زيارة عام 1893 إلى منتزه يلوستون الوطني، التقى ويستر بالفنان الغربي فريدريك ريمنجتن، الذي ظل صديقاً له مدى الحياة.
عندما بدأ الكتابة، مال ويستر بشكل طبيعي نحو الخيال على الحدود الغربية. يبقى أكثر أعماله شهرةً رواية عام 1902  The Virginian ، وهي مزيج معقد من الأشخاص، والأماكن والأحداث تم مزجها درامياً من التجربة، والكلام الشفوي، وخياله الخاص. ينظرإلي هذه الرواية على نطاق واسع على أنها أول رواية لرعاة البقر وتمت إعادة طبعها أربعة عشر مرة في ثمانية أشهر. جعلته هذه الرواية واحد من أفضل 50 كتاب للخيال مبيعاً، ويعتبره خبراء هوليوود أساسًا لرعاة البقر الخياليين العصريين الذين تم تصويرهم في الأدب والسينما والتلفزيون.
في عام 1904، تعاون ويستر مع (Kirke La Shelle) على اقتباس مسرحي ناجح لـ  The Virginian  الذي ظهر فيه (Dustin Farnum) في دور البطولة. كما تم عمل فيلم من الرواية والمسرحية بعد عشر سنوات.
كان ويستر عضوًا في العديد من الجمعيات الأدبية، وهو زميل في الأكاديمية الأمريكية للفنون والعلوم، وعضوًا في مجلس محرري جامعة هارفارد.

### حياته الشخصية
في عام 1898، تزوج ويستر من ماري تشانينج، ابنة عمه. وحظي الزوجان بستة أطفال. توفيت تشانينج أثناء الولادة في عام 1913. تزوجت ابنتهما، مارينا ويستر، الفنان أندرو داسبرغ في عام 1933.

### وفاته

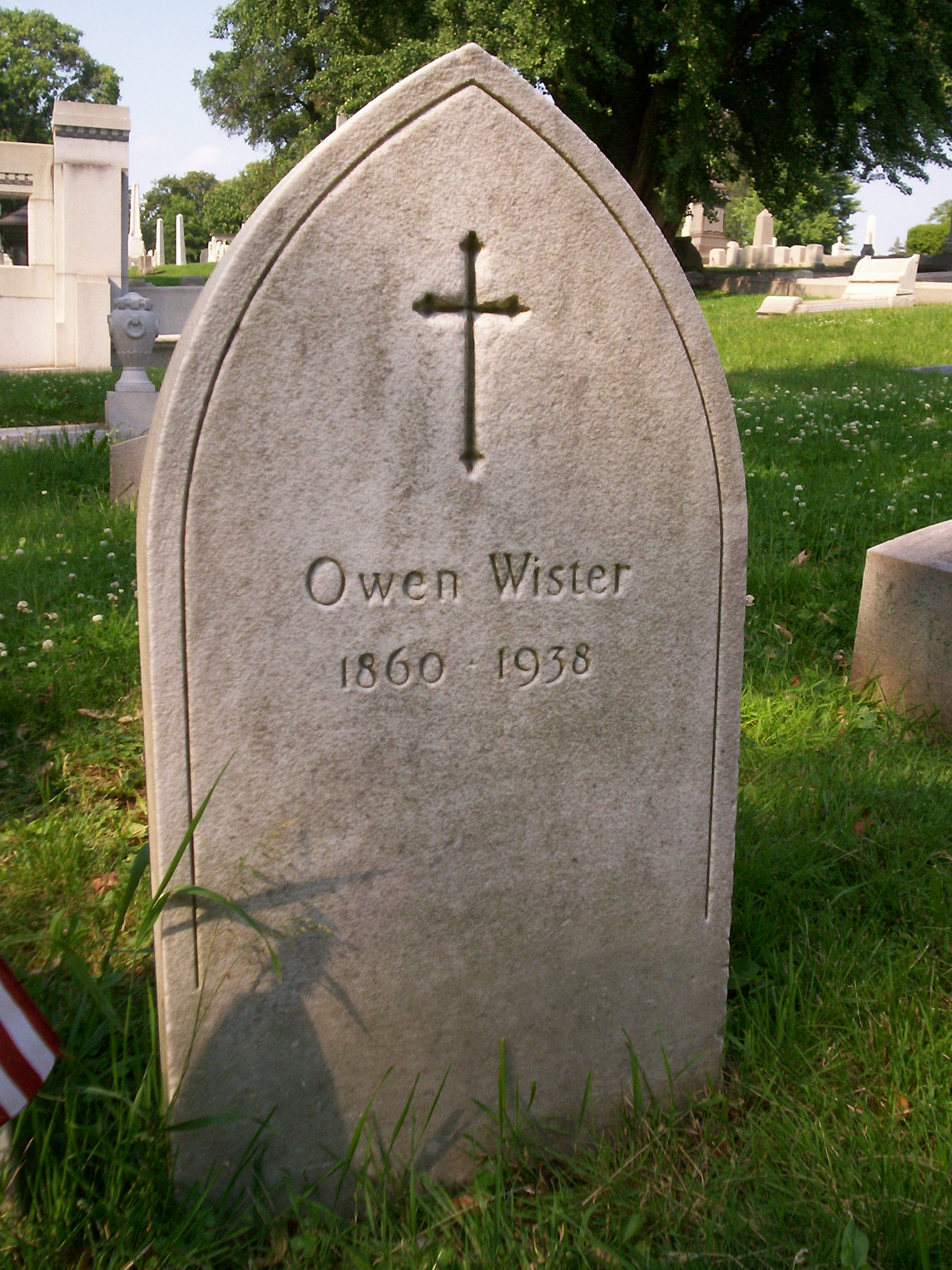
قبر أوين ويستر، مقبرة غار ديل

في عام 1938، توفي ويستر في منزله في سااندرستاون ، رود آيلاند، ودفن في مقبرة غار ديل في فيلادلفيا.

## إرثه
منذ عام 1978، نشر النشاط الطلابي في جامعة وايومنغ مجلة الأدب والفنون بعنوان «مراجعات أوين ويستر». تم نشر المجلة مرتين سنوياً حتى عام 1996 وأصبحت ذات طبعة سنوية في ربيع عام 1997.
داخل الحدود الغربية لمنتزه تيتون الوطني الكبير في وايومنغ، هناك جبل مساحته 11,490 قدم يدعى جبل ويستر، تم تسميته تيمناً بأوين ويستر.
قرب أحد المنازل التي بناها ويستر بالقرب من لا ميسا، بكاليفورنيا، ولكن لم يشغلها أبداً بسبب وفاة زوجته، هناك شارع يدعى ويستر درايف. في نفس الحي يوجد Virginian Lane و Molly Woods Avenue (سميت باسم شخصية "The Virginian"). تم تسمية كل تلك الشوارع من قبل ويستر نفسه.

## بيان بمؤلفات كتب

### الروايات
- The New Swiss Family Robinson (1882)
- The Dragon of Wantley: His Tale (1892)
- Lin McLean (1897) (تم تحويلها إلي فيلم عام 1918 A Woman's Fool بواسطة جون فورد)
- The Virginian: A Horseman of the Plains]] (1902)
- Philosophy 4: A Story of Harvard University (1903)
- A Journey in Search of Christmas (1904)
- Lady Baltimore (1906)
- Padre Ignacio: or, the Song of Temptation (1911)
- Romney: And Other New Works about Philadelphia (كتبت 1912–1915; ونشرت غير مكتملة في 2001)

### أعمال غير روائية
- قصة حياة يوليسيس جرانت (1901)
- Oliver Wendell Holmes, in the "American Men of Letters Series" (1902)
- The Bison, Musk-Ox, Sheep, and Goat Family, with G. B. Grinnell and Caspar Whitney in the "American Sportsman's Library" (1903)
- Benjamin Franklin, in the "English Men of Letters Series" (1904)
- The Seven Ages of Washington: A Biography (1907)
- The Pentecost of Calamity (1915)
- The Aftermath of Battle: With the Red Cross in France (1916) (preface to Edward D. Toland's autobiography)
- A Straight Deal: or the Ancient Grudge (1920)
- Neighbors Henceforth (1922)
- A Monograph of the Work of Mellor Meigs & Howe (1923) (contributor)
- Roosevelt: The Story of a Friendship|Roosevelt: The Story of a Friendship, 1880–1919 (1930)
- The Philadelphia Club, 1834–1934 (1934)
- The Illustrations of Frederic Remington (1970) (commentary)

### أعمال قصصية
- Red Men and White (1895) (aka Salvation Gap and Other Western Classics)
- The Jimmyjohn Boss and Other Stories (1900)
- Members of the Family (1911) (Illus. H. T. Dunn)
- Safe in the Arms of Croesus (1927)
- When West Was West (1928)
- The West of Owen Wister: Selected Short Stories (1972)

### قصص قصيرة
- "The New Swiss Family Robinson: A Tale for Children of All Ages", a parody of The Swiss Family Robinson[16] (1882)
- "Hank's Woman" (1892) (in The Jimmyjohn Boss)
- "How Lin McLean Went East" (1892) (incorporated into Lin McLean)
- "Em'ly" (1893) (incorporated into The Virginian)
- "The Winning of the Biscuit-Shooter" (1893) (incorporated into Lin McLean)
- "Balaam and Pedro" (1894) (incorporated into The Virginian)
- "The Promised Land (Wister short story)" (1894) (in The Jimmyjohn Boss)
- "A Kinsman of Red Cloud" (1894) (in The Jimmyjohn Boss)
- "Little Big Horn Medicine" (1894) (in Red Men and White)
- "Specimen Jones" (1894) (in Red Men and White)
- "The Serenade at Siskiyou" (1894 in literature|1894) (in Red Men and White)
- "The General's Bluff" (1894) (in Red Men and White)
- "Salvation Gap" (1894) (in Red Men and White)
- "Lin McLean's Honey-Moon" (1895) (incorporated into Lin McLean)
- "The Second Missouri Compromise" (1895) (in Red Men and White)
- "La Tinaja Bonita" (1895) (in Red Men and White)
- "A Pilgrim on the Gila" (1895) (in Red Men and White)
- "Where Fancy Was Bred" (1896) (incorporated into The Virginian)
- "Separ's Vigilante" (1897) (incorporated into Lin McLean)
- "Grandmother Stark" (1897) (incorporated into The Virginian)
- "Sharon's Choice" (1897) (in The Jimmyjohn Boss)
- "Destiny at Drybone" (1897) (incorporated into Lin McLean)
- "Twenty Minutes for Refreshments" (1900) (in The Jimmyjohn Boss)
- "Padre Ignazio" (1900) (in The Jimmyjohn Boss)
- "The Game and the Nation" (1900) (incorporated into The Virginian)
- Mother (1901,1907) (in Safe in the Arms of Croesus)
- "Superstition Trail" (1901) (incorporated into The Virginian)
- "In a State of Sin" (1902) (incorporated into The Virginian)
- The Vicious Circle (1902) (in The Saturday Evening Post, December 13, 1902; later revised as Spit-Cat Creek)
- "With Malice Aforethought" (1902) (incorporated into The Virginian)
- "Stanwick's Business]]" (1904) (in Safe in the Arms of Croesus)
- "The Jimmyjohn Boss" (in The Jimmyjohn Boss)
- "Napoleon Shave-Tail" (in The Jimmyjohn Boss)
- "Happy Teeth" (in Members of the Family)
- "Spit-Cat Creek" (in Members of the Family)
- "In the Back" (in Members of the Family)
- "How Doth the Simple Spelling Bee" (1907) (Illus. Frederic Rodrigo Gruger) (in Safe in the Arms of Croesus)
- Timberline (1908) (in Members of the Family)
- The Gift Horse (1908) (in Members of the Family)
- "Extra Dry" (1909) (in Members of the Family)
- "Where It Was" (1911) (in Members of the Family)
- "The Drake Who Had Means of His Own" (1911) (in Members of the Family)
- "Safe in the Arms of Croesus" (in Safe in the Arms of Croesus)
- "With the Coin of Her Life" (in Safe in the Arms of Croesus)
- "The Honeymoonshiners" (in Safe in the Arms of Croesus)
- "Bad Medicine (in When West Was West)
- "Captain Quid" (in When West Was West)
- "Once Round the Clock" (in When West Was West)
- "The Right Honorable, The Strawberries" (1928) (in When West Was West)
- "Little Old Scaffold]]" (1928) (in When West Was West)
- "Absalom of Moulting Pelican" (1928) (in When West Was West)
- "Lone Fountain" (in When West Was West)
- "Skip to My Loo" (in When West Was West)
- "At the Sign of the Last Chance" (1928) (in When West Was West)

### مقالات
- "Where Charity Begins" (1895)
- "The Evolution of the Cow-Puncher" (1895)
- "Concerning "Bad Men" The True "Bad Man" of the Frontier, and the Reasons for His Existence" (1901)
- "Theodore Roosevelt, Harvard '80" (1901)
- "The Open Air Education" (1902)
- "After Four Years" (1905)
- "High Speed English and American Railroad Flyers" (1906)
- "The Keystone Crime: Pennsylvania's Graft-Cankered Capitol" (1907)
- "According to a Passenger" (1919)
- "How One Bomb Was Made" (1921)
- "Roosevelt and the 1912 Disaster: A Friend Remembers - and Interprets" (1930)
- "Roosevelt and the War: A Chapter of Memories" (1930)
- "John Jay Chapman" (1934)
- "In Homage to Mark Twain" (1935)
- "Old Yellowstone Days" (1936)

### شعر
- "The Pale Cast of Thought" (1890)
- "From Beyond the Sea" (1890)
- "Autumn on Wind River" (1897)
- "In Memoriam" (1902)
- Done In The Open (1902) (Illus. by Frederic Remington)
- "Serenade" (1910)
- Indispensable Information for Infants: Or Easy Entrance to Education (1921)

### أوبرا
- Dido and Aeneas (1892)
- Kenilworth (لم تنشر)
- Listen to Binks (لم تنشر)
- Montezuma (لم تنشر)
- Villon (لم تنشر)
- Watch Your Thirst: A Dry Opera in Three Acts (1923)

### المسرح
- The Dragon of Wantley (لم تنشر)
- The Honeymoonshiners (تم نشرها ضمن المجموعة القصصية Safe in the Arms of Croesus)
- Lin McLean (لم تنشر)
- Slaves of the Ring (لم تنشر)
- That Brings Luck (لم تنشر)
- The Virginian (لم تنشر)

## أعمال استلهمت من روايةالعذراء
يتفق العديد من مؤرخي صناعة الأفلام على أن معظم، إن لم يكن جميع، الأعمال الغربية ورعاة البقر تأثرت بـ«العذراء». من المعروف عالمياً تقريباً أن أفلام «رعاة البقر في هوليوود» كان، ولا يزال، يستند إلى هذا الكتاب.
- The Virginian (1914 film) من إخراج سيسيل ديميل، وداستن فارنوم
- The Virginian (1923 film) كينيث هارلان
- The Virginian (1929 film) والتر هيوستن
- The Virginian (1946 film) بريان دونليفي
- The Virginian (1962–1971 TV series) غاري كوبر
- The Virginian (2000 TV movie) بيل بولمان ودايان لاين
- The Virginian (2014 Video) تريس أدكينز وبريندان بيني